# James Blish
James Blish, né le 23 mai 1921 à East Orange au New Jersey et mort le 30 juillet 1975 à Henley-on-Thames en Angleterre, est un écrivain américain, auteur de romans et nouvelles de science-fiction, mais également critique de science-fiction (sous le pseudonyme de William Atheling Jr.).
Il fait des études de zoologie et travaille dans la recherche médicale avant de se lancer dans l'écriture de manière professionnelle.

## Œuvres

### Romans traduits en français
- Les Guerriers de Day ((en) The Warriors of Day, 1953)
- Semailles humaines ((en) The Seeding Stars, 1967)
- L'Armada des étoiles ((en) And all the Stars a Stage, 1970)
- Spock doit mourir, Fleuve Noir, coll. « Star Trek » ((en) Spock Must Die, 1970)
- Le Siècle de l'éternel été ((en) Midsummer Century, 1972)
- Les Quinconces du temps ((en) The Quincux of Time, 1975)
- Séquence Sigma, Guenaud, 1977 ((en) Jack of Eagles, 1949)Réédité sous le titre Les Six Lendemains en 1990 aux éditions Les Belles Lettres dans la collection Cabinet noir

#### Cycle des villes nomades
Par ordre chronologique de déroulement :
1. Aux hommes les étoiles ((en) They Shall Have Stars, 1956)
2. Villes nomades ((en) A Life for the Stars, 1962)
3. La Terre est une idée ((en) Earthman, Come Home, 1955)
4. Un coup de cymbales ((en) A Clash of Cymbals/The Triumph of Time, 1958)

#### Cycle des Pâques noires
1. Un cas de conscience ((en) A Case of Conscience, 1958)
2. Pâques noires ((en) Black Easter, 1968)également titré chez Pocket Faust Aleph Zéro
3. Le Lendemain du jugement dernier ((en) The Day After Judgement, 1970)

### Recueils de nouvelles
- Terre il faut mourir ((en) Galactic Cluster, 1959)
- L'Œil de Saturne ((en) Anywhen, 1970)

### Nouvelles isolées
Publiées dans des recueils collectifs – Liste non exhaustive
- L'Artiste et son œuvre, 1956 ((en) A Work of Art, 1956)Titrée également (en) Art-work et Œuvre d'art en français
- L'Ordre des choses ((en) Who's in Charge There, 1962)
- Le Clown et le chasseur ((en) On the Wall of the Lodge, 1962)
- Les Chats des dunes ((en) No Jokes on Mars, 1965)
- Une heure avant le lever de la Terre ((en) The Hour Before Sunrise, 1966)
- Nous mourons nus ((en) We All Die Naked, 1969)
- La Traversée dans l'ombre ((en) Darkside Crossing, 1970)
- Le Style dans la trahison ((en) Style in Treason, 1970)
- Le Jour des statisticiens, 1983 ((en) Statistician's Day, 1970)